# De Boeg (Rotterdam)
De Boeg is een oorlogsmonument in Rotterdam. Het herdenkt de 3500 opvarenden van Nederlandse koopvaardijschepen die in de Tweede Wereldoorlog het leven verloren. Het monument van Fred Carasso werd op 10 april 1957 door prinses Margriet onthuld op de hoek van de Boompjes en de Leuvehaven.
De 46 meter hoge aluminiumconstructie symboliseert een boeg in de betonnen golven. Later, op 15 juli 1965 werd een 8 meter hoge bronzen beeldengroep aan het monument toegevoegd: een roerganger, drie zeelui en een verdronkene. Aan de zijkant is de tekst: "Zij hielden koers" aangebracht.
Dit beeld is onderdeel van de Rotterdamse Internationale Beelden Collectie.

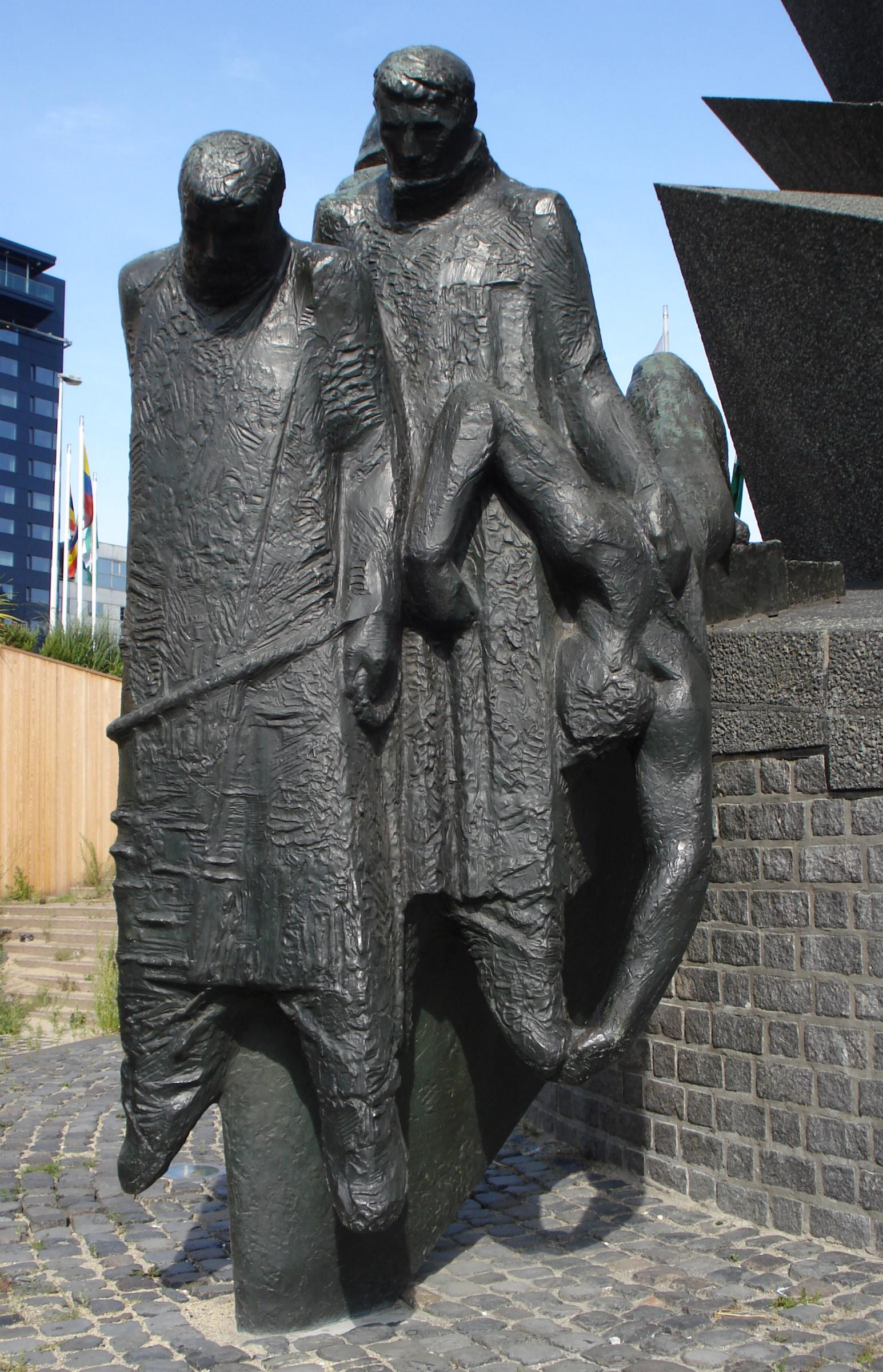
Bronzen beeldengroep
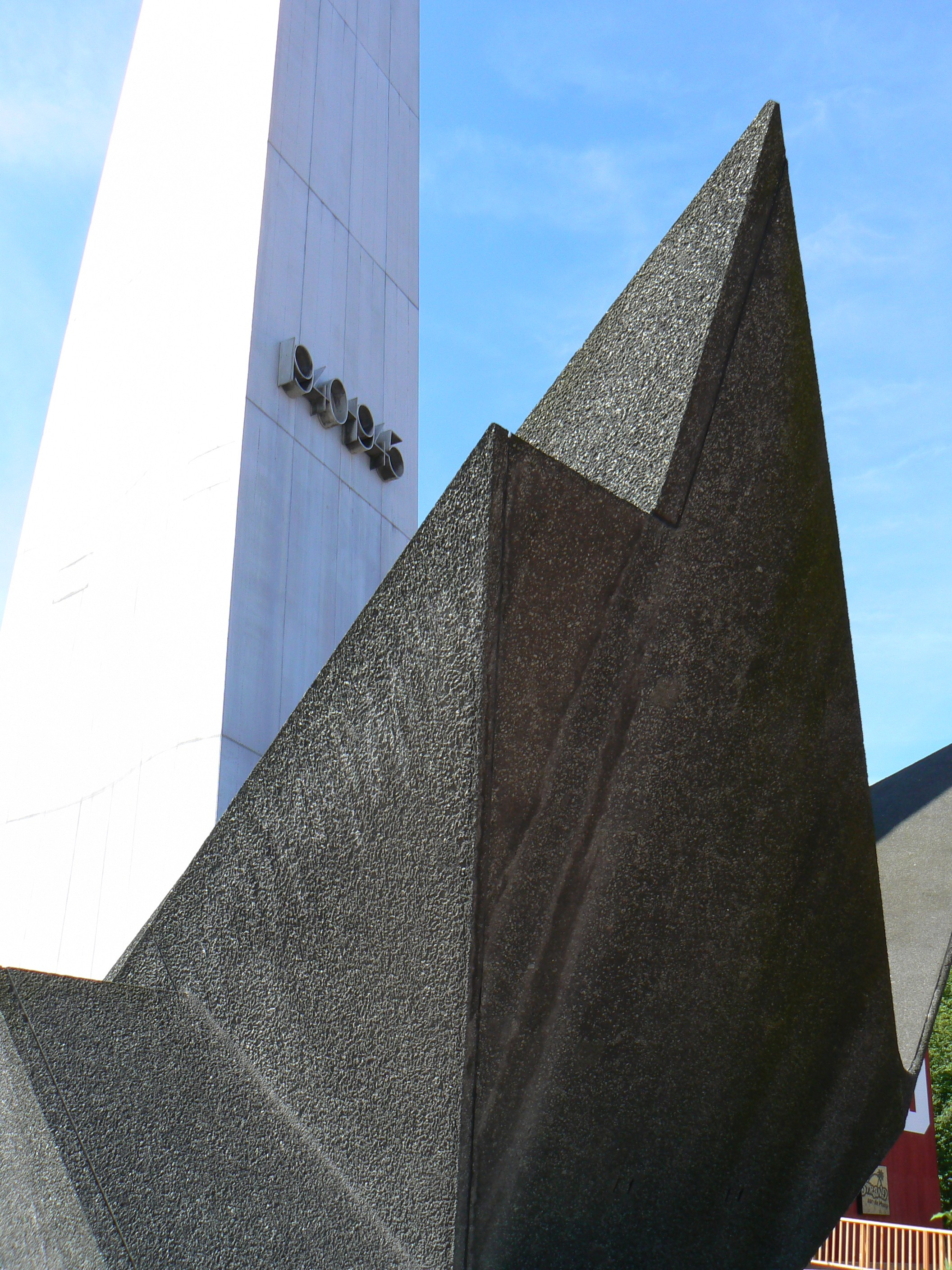